# هيئة النفاذ إلى المعلومة (تونس)
هيئة النفاذ إلى المعلومة هي هيئة تونسية عمومية مستقلة تتمتع بالشخصية المعنوية، تأسست في 24 مارس 2016 وأدى أعضاؤها اليمين في 20 سبتمبر 2017. رئيسها الحالي هو القاضي عماد الحزقي.

## التاريخ
بعد الثورة التونسية في 2011، وتلبية لأحد أهدافها في الشفافية وسهولة النفاذ للمعلومة من قبل الجميع، أصدر رئيس الجمهورية المؤقت فؤاد المبزع باقتراح من الوزير الأول الباجي قائد السبسي، المرسوم عدد 41 لسنة 2011 المؤرخ في 26 مايو 2011 والمتعلق بالنفاذ إلى الوثائق الإدارية للهياكل العمومية. تم تنقيح وإتمام هذا المرسوم بالمرسوم عدد 54 لسنة 2011 والمؤرخ في 11 يونيو 2011.

في 11 مارس 2016، صادقت الجلسة العامة لمجلس نواب الشعب التونسي على القانون الأساسي عدد 22 لسنة 2016 المؤرخ في 24 مارس 2016 والمتعلق بالحق في النفاذ إلى المعلومة، وأحدث الهيئة طبقا للفصل 37 من هذا القانون.

تمّ انتخاب أعضائها من قبل مجلس نواب الشعب التونسي في 18 يوليو 2017، وصدر الأمر الحكومي المتعلق بتسمية أعضائها في 17 أغسطس 2017 وأدى أعضاؤها اليمين أمام رئيس الجمهورية في 20 سبتمبر من نفس السنة. 

في 25 يناير 2018، أبرمت الهيئة أول اتفاقية شراكة وتعاون لها، وذلك مع مكتب منظمة المادة 19 البريطانية في تونس (في إشارة إلى المادة 19 من الإعلان العالمي لحقوق الإنسان). 

في 1 فبراير 2018، أصدرت الهيئة أولى قراراتها في إطار ممارستها لاختصاصها القضائي في البت في الدعاوى المتعلقة برفض مطالب النفاذ إلى المعلومة.

## المهام
تتولى الهيئة:
- البت في الدعاوى المرفوعة لديها في مجال النفاذ إلى المعلومة، وللغرض يمكنها عند الاقتضاء القيام بالتحريات اللازمة.
- متابعة الالتزام بإتاحة المعلومة.
- إبداء الرأي وجوبا في مشاريع القوانين والنصوص الترتيبية ذات العلاقة بمجال النفاذ إلى المعلومة.
- العمل على نشر ثقافة النفاذ إلى المعلومة بالتنسيق مع الهياكل والمجتمع المدني من خلال القيام بأنشطة تحسيسية وتكوينية لفائدة العموم.
- إعداد الأدلة اللازمة حول حق النفاذ إلى المعلومة.
- القيام بتقييم دوري حول مدى تكريس حق النفاذ إلى المعلومة.
- تبادل التجارب والخبرات مع نظيراتها بالدول الأجنبية والمنظمات الدولية المختصة ولها إبرام اتفاقيات تعاون في هذا المجال.
- تتولى الهيئة رفع التقرير السنوي إلى رئيس الجمهورية التونسية ورئيس مجلس نواب الشعب ورئيس الحكومة التونسية.

## التركيبة
تتركب الهيئة من مجلس وكتابة قارة، أما المجلس فيتكون من تسعة أعضاء ويتوزعون كالآتي:
| المنصب    | الصفة                                                                           | الاسم                |
| --------- | ------------------------------------------------------------------------------- | -------------------- |
| رئيس      | قاضي إداري                                                                      | عماد الحزقي          |
| نائب رئيس | قاضي عدلي                                                                       | عدنان الأسود         |
| عضو       | عضو بالمجلس الوطني للإحصاء                                                      | منى الدهان           |
| عضو       | أستاذ جامعي مختص في تكنولوجيا المعلومات (برتبة أستاذ تعليم عالي أو أستاذ محاضر) | محمد بوبكر القسنطيني |
| عضو       | مختص في الوثائق الإدارية والأرشيف                                               | ريم عبيدي            |
| عضو       | محامي                                                                           | رقية الخماسي         |
| عضو       | صحفي                                                                            | رفيق بن عبد الله     |
| عضو       | ممثل عن الهيئة الوطنية لحماية المعطيات الشخصية                                  | خالد السلامي         |
| عضو       | ممثل عن الجمعيات الناشطة في المجالات ذات العلاقة بحق النفاذ إلى المعلومة        | هاجر الطرابلسي       |

كل الأعضاء يجب أن تكون لهم أقدمية في العمل لا تقل عن 10 سنوات، ما عدا ممثلي الهيئة الوطنية لحماية المعطيات الشخصية والجمعيات الناشطة في المجالات ذات العلاقة فهذين يجب أن يتحملا مسؤولية صلبهما لا تقل عن السنتين.

### الترشح والتعيين
كل مترشح لعضوية هاته الهيئة يجب أن يكون تونسيا، وأن يكون نقي السوابق العدلية من أجل جرائم قصدية، وأن يتمتع بالاستقلالية والنزاهة والحياد، وأن يتمتع بالخبرة والكفاءة في المجالات المتصلة بموضوع النفاذ إلى المعلومة.

يقدم في البداية المترشحون ملفاتهم إلى اللجنة الانتخابية في مجلس نواب الشعب، التي تقوم باختيار وترتيب أفضل ثلاثة مترشحين عن كل منصب (أو خطة) في اللجنة وذلك بأغلبية ثلاثة أخماس أعضائها، ثم يحيل رئيس مجلس نواب الشعب القائمة التي بها أفضل ثلاثة أسماء على الجلسة العامة، والتي بدورها تقوم بانتخاب شخص واحد عن كل منصب (أو خطة) بالأغلبية المطلقة. في النهاية، يحيل رئيس المجلس قائمة أعضاء الهيئة الذين تم انتخابهم من قبل الجلسة العامة إلى رئيس الحكومة التونسية الذي يتولى تعيينهم بمقتضى أمر حكومي.

يتم تعيين هؤلاء الأعضاء لمدة 6 سنوات، غير قابلة للتجديد، ويتم تجديد نصف أعضاء الهيئة كل 3 سنوات.

## نصوص تشريعية
- مرسوم عدد 41 لسنة 2011 مؤرخ في 26 مايو 2011 يتعلق بالنفاذ إلى الوثائق الإدارية للهياكل العمومية على موقع بوابة-التشريع.تونس.
- مرسوم عدد 54 لسنة 2011 مؤرخ في 11 جوان 2011 يتعلق بتنقيح وإتمام المرسوم عدد 41 لسنة 2011 المؤرخ في 26 ماي 2011 المتعلق بالنفاذ إلى الوثائق الإدارية للهياكل العمومية على موقع بوابة-التشريع.تونس.
- قانون أساسي عدد 22 لسنة 2016 مؤرخ في 24 مارس 2016 يتعلق بالحق في النفاذ إلى المعلومة على موقع بوابة-التشريع.تونس.

## مقالات ذات صلة
- الحصول على المعلومات
- البيانات المفتوحة في تونس
- الانتقال الديمقراطي في تونس

## روابط خارجية
- الموقع الرسمية للهيئة.